# 6 días marcha
Los 6 días es una prueba de marcha atlética de gran fondo que se disputó por primera vez a finales del siglo XIX.

## Origen e historia
El origen de la prueba hay que buscarlo en los intentos en solitario de Edward Payson Weston de recorrer 500 millas (804 km) en menos de seis días, período máximo de tiempo que una persona podía dedicarse a una actividad sin quebrantar el precepto dominical. Después de varios fracasos, Weston consiguió su objetivo en el Washington St. Rink de Newark en diciembre de 1874. Su tiempo (aunque hay distintas versiones) fue de 5 días 23 horas y 38 minutos. Un total de 6000 espectadores, entre ellos el alcalde y el jefe de policía, estuvieron presentes.
Al año siguiente, en el mes de septiembre, otro andarín, Daniel O'Leary intentaba emular a Weston en el West Rink de Chicago. No consiguió batir la marca de Weston (de hecho, sobrepasó el límite en once horas) pero con ello consiguió forzar un enfrentamiento entre ambos.

### Weston contra O'Leary

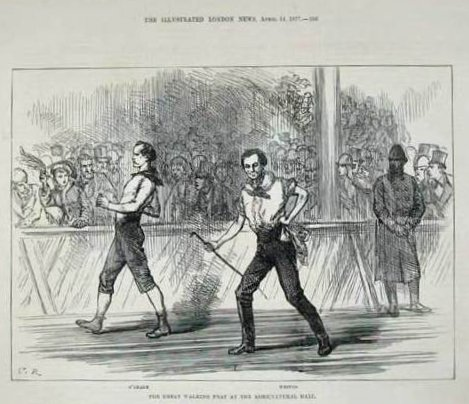
Edward Payson Weston (derecha) y Daniel O'Leary en su enfrentamiento de 1877 en el Agricultural Hall de Londres

La primera competición de marcha de seis días se celebró en Chicago del 15 al 20 de noviembre de 1875. Aunque Weston se mostró en principio muy reacio a aceptar el reto, acusando a su rival de estar todavía "muy verde", acabó cediendo ante la presión popular. La pista, de poco más de 200 metros, se dividió en dos paralelas, de manera que Weston y O'Leary no se encontrasen jamás codo con codo. Weston caminó por la pista interior y O'Leary por la exterior. Finalmente, tras 144 horas de marcha, se impuso O´Leary, que recorrió 810 km (503⅛ millas) por 726,7 (451 4/7 millas) de su rival, lo que le llevó a autoproclamarse "campeón del mundo".
Ambos marchadores disputaron la revancha en Londres a partir del 2 de abril de 1877. La prueba se disputó en el Royal Agricultural Hall y durante los seis días pasaron por el recinto, previo pago de la correspondiente entrada, más de 70 000 espectadores. Cada marchador debía cobrar 500 libras y el ganador llevarse además dos tercios de la recaudación. El vencedor fue de nuevo O'Leary, que esta vez cubrió un total de 836,4 km (casi 520 millas), por 820,7 (510 millas) de Weston.
Como O'Leary seguía autoproclamándose campeón mundial a pesar de haber solo ganado a Weston, Sir John Astley, conocido deportista (era un antiguo sprinter) y miembro del Parlamento, decidió patrocinar un verdadero campeonato del mundo que reuniera a los mejores atletas de larga distancia de ambas orillas del Atlántico. Asimismo, y toda vez que el juzgamiento de la regla del heel and toe provocaba algunos problemas -el estilo de Weston era considerado un tanto dudoso-, Astley decidió que las competiciones se disputaran bajo la norma go as you please, permitiéndose a los atletas correr durante ellas. Esto supuso la práctica desaparición de las pruebas de 6 días exclusivas de marcha, ya que aunque todas ellas siguieron siendo comúnmente conocidas como walking matches, muy pocas se celebraron ya bajo la regla del heel and toe.

### El campeonato mundial de 1879
En mayo de 1879, en el Gilmore's Garden de Nueva York, se disputó lo que los organizadores dieron en llamar Six Day World Championship. Para diferenciarlo del Astley Belt que, a modo de campeonato mundial go as you please, se había disputado allí mismo dos meses atrás, se estableció que las reglas de esta competición serían las propias de las antiguas heel and toe: "no running is to be allowed". La prueba era, pues, de marcha.
El reglamento establecía que los participantes debían pagar 100 dólares a la hora de inscribirse. Si superaban las 425 millas esos 100 dólares les serían devueltos. Y se les entregarían 50 más si superaban las 450. Independientemente de esto, el ganador recibiría un premio de 1000 dólares, el segundo 750, el tercero 500 y el cuarto 250. Asimismo, el ganador recibiría un cinturón que le reconocería como campeón del mundo y que según los organizadores estaba valorado en otros 1000 dólares.

#### Los participantes
Los marchadores inscritos fueron: 1.- Fred Krohne; 2.- A.J. Byrne (Buffalo, NY); 3.- George Guyon (CAN - Chicago IL); 4.- John P. Colston (SWE - Hoboken); 5.- Caleb Washigton (Wilkesbarre, PEN); 6.- Thomas Noden (Brooklyn, NY); 7.- Peter Napoleón Campana (Bridgeport, CON); 8.- T.K. Stark (CON); 9-. John Cotton (Londres, GBR); 10.- J. Rand Kent (BEL); 11.- Joseph Gibbs (Toronto, CAN); 12.- C.F.Forrester (Londres, GBR); 13.- W.H. Davis (Chicago, IL); 14.- Charles Faber (Newark, NY); 15.- Fred Uran; 16.- B. Curran (Chicago, IL). Gibbs y Noden no fueron finalmente de la partida.
A cada uno de los participantes se le asignó y acondicionó un reservado en una zona del recinto libre de los humos provenientes de los cigarros de los espectadores. En cada reservado, que estaba separado del contiguo por unas gruesas lonas, se ubicó una cama y los enseres necesarios para la higiene del marchador. El avituallamiento de los marchadores corría de su propia cuenta.
El juez principal (réferi) de la competición era William B. Curtis. Los restantes jueces eran miembros del Harlem Athletic Club. La salida se dio a las 00:05 horas del 5 de mayo ante 1500 espectadores.

#### Los resultados
| P. | Atleta           | Nacionalidad   | Millas | km     |
| -- | ---------------- | -------------- | ------ | ------ |
| 1  | George Guyon     | Canadá         | 480 ¼  | 772,89 |
| 2  | Frederick Krohne | Estados Unidos | 461    | 742    |
| 3  | John P. Colston  | Suecia         | 452 ⅕  | 727,5  |
| 4  | Charles Faber    | Estados Unidos | 450 ⅛  | 724,6  |
| 5  | Ben Curran       | Estados Unidos | 438 ¼  | 705,1  |
| 6  | Peter N. Campana | Estados Unidos | 401 ⅓  | 645,8  |
| 7  | W.H. Davis       | Estados Unidos | 225    | 362,1  |

Clasificaciones parciales:
- A las 24 horas: Guyon 105 millas; Faber 100; Byrne 95; Washington 93,5; Krohne 91; Campana 86; Colston 82; Curran 80; Urann 78; Kent 75; Forrester 67,5; Davis 60. Retirados: Cotton (60) y Stark (52).
- A las 48 horas: Guyon 187 millas; Faber 178; Krohne 172; Campana 165; Washington 161; Curran 159; Colston 150; Kent 142; Forrester 118; Davis 102. Retirados: Byrne (104) y Urann.
- A las 72 horas: Guyon 267 millas; Krohne 254; Faber 250; Campana 236; Colston 226; Curran 224; Washington 213; Kent 211; Davis 152.
- A las 96 horas: Guyon 345 millas; Krohne 335; Faber 314; Colston 300; Curran 296; Campana 292; Davis 188.

### El récord de George Littlewood
En una prueba de 6 días disputada entre el 6 y el 11 de noviembre de 1882, en el Drill Hall de Sheffield (Inglaterra), George Littlewood recorrió fair heel and toe un total de 855,18 km. Se trata de la mejor marca mundial de marcha más antigua todavía vigente.
El récord anterior estaba en poder, desde 1881, del norteamericano Charles Harriman, que en una competición celebrada en el Exposition Building de Chicago había cubierto exactamente una milla (1609 m) menos. En Sheffield, Littlewood igualó el récord de Harriman cuando todavía faltaban dos horas para cumplirse las 144. Entonces hizo una última milla en 9 minutos y 17 segundos y acto seguido abandonó la pista.

#### Las 72 horas
La prueba de 6 días se disputaba también en la modalidad 72 horas (6 x 12 horas). Normalmente los marchadores competían desde las once de la mañana hasta las once de la noche. En esta modalidad la mejor marca conocida pertenece al canadiense George Guyon, que recorrió un total de 356 millas (572,9 km) en una prueba disputada en la ciudad americana de Buffalo entre el 31 de mayo y el 5 de junio de 1880.

## Los 6 días en la actualidad

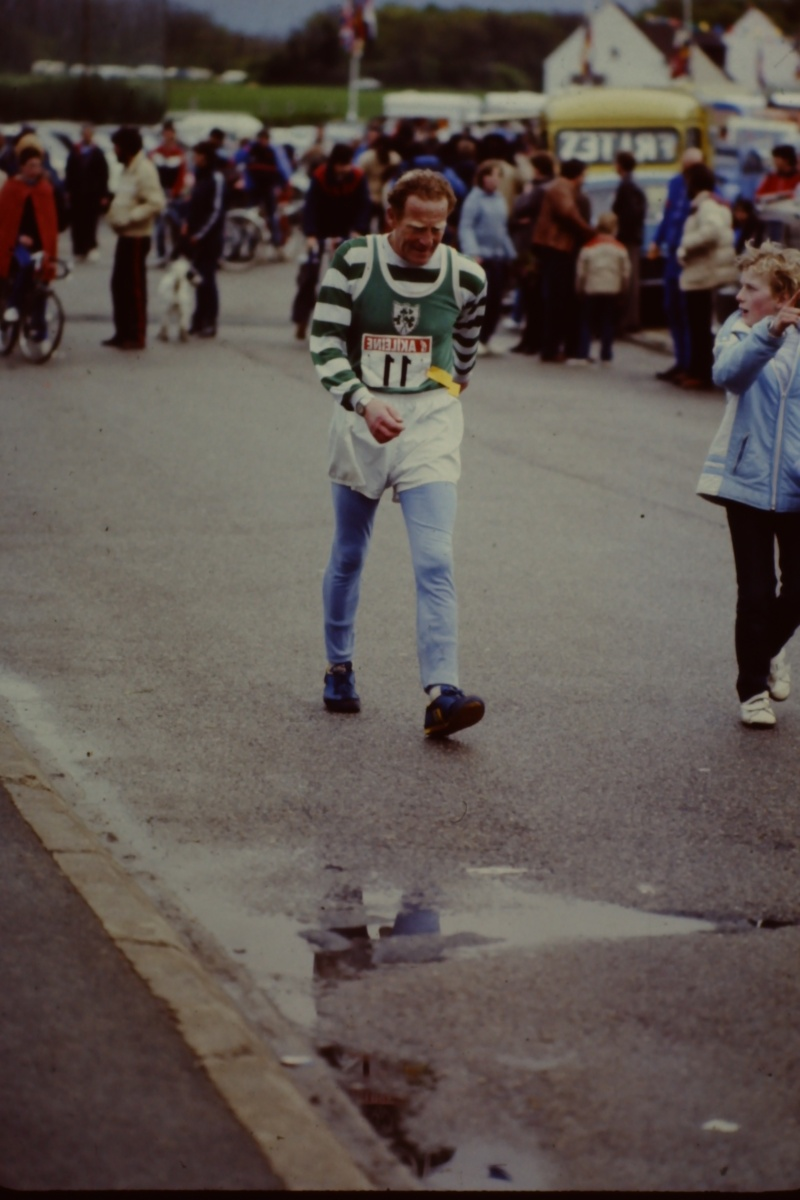
John Dowling (IRE), en su momento plusmarquista mundial de los 6 días marcha con km.

La primera prueba moderna de 6 días con participación de marchadores se disputó en la ciudad norteamericana de Pennsauken en junio de 1981. En ella Bob Marshall estableció el primer récord mundial de la prueba con 449,407 km.
Desde entonces se han disputado pruebas de 6 días con participación de marchadores en Australia (Colac), Gran Bretaña (Nottingham y Stoke on Trent), Francia (Antibes, Le Luc en Provence, Privas y Vallon Pont d'Arc), Grecia (Atenas), Italia (Pignola de Basilicata). Hungría (Balatonfüred) y Sudáfrica (Pretoria, Randburg, Hekpoort, Pietermaritzburg y Johannesburgo), además de en las ciudades norteamericanas de El Cajón, Chula Vista, San Diego, Boulder y Phoenix. Asimismo hay que señalar que las pruebas organizadas anualmente en Queens (Nueva York) por el Sri Chinmoy Marathon Club (5 días, 7 días, 700 millas, 1000 millas, 1300 millas...) han contado esporádicamente con la presencia de marchadores.
Entre 2009 y 2012 se disputó una prueba de 6 días con clasificación expresa para marchadores en Antibes (Francia). En las tres ediciones celebradas hasta la fecha, los vencedores han sido Bernardo José Mora (2009 y 2012), Alain Grassi (2010) y Dominique Naumowicz (2011) en categoría masculina, y Simone Niclass (2009), Josiane Pannier (2010), Nicoleta Mizera (2011) y Martina Haussman (2012). Pannier y Mizera establecieron sendos récords del mundo con 556,575 y 616,025 km, respectivamente. La prueba fue reconocida como oficial por la Federación Francesa de Atletismo al año siguiente y en la actualidad es la única prueba de 6 días de marcha oficial en el mundo. En 2013 la competición se trasladó a la vecina localidad de Le Luc, teniendo como vencedores a Bernardo José Mora y Sylviane Varin. Al año siguiente fue la villa de Privas la que acogió la competición, ahora bajo el sobrenombre de 6 días de Francia. Los vencedores fueron Christian Mauduit y Claudine Anxionnat. En la edición de 2015, el francés Dominique Bunel batió el récord del mundo de la distancia al recorrer 752,271 km, superando a histórica plusmarca del irlandés John Dowling, establecida en Stoke on Trent en 1984, de 744,176 km. En categoría femenina el triunfo correspondió a la también francesa Josiane Pannier. Desde 2022, las 6 Jours de France se celebran en Vallon Pont d'Arc.

### El récord de Dominique Bunel:752,271km
El marchador francés Dominique Bunel batió el récord del mundo de la prueba durante los 6 días de Francia disputados en la ciudad de Privas del 2 al 8 de agosto de 2015 con 752,271 km. En el transcurso de esta prueba, Bunel batió asimismo el récord del mundo de los 500 km con 90 h 20 min y 13 s.
Parciales: 160,3 km (24 h); 287,4 km (48 h); 410,4 km (72 h); 527,25 km (96 h); 638,975 km (120 h).
En mayo de 2018 en Balatonfüred (Hungría), en una prueba no oficial de marcha, el norteamericano Ivo Majetic mejoró la plusmarca de Dominic Bunel dejándola en 786,744 km.

### El récord de Yolanda Holder:665,182km
La marchadora norteamericana Yolanda Holder estableció durante una prueba disputada en Milwaukee (EE. UU.) en agosto de 2019 la mejor marca no oficial de los 6 días con 665,182 km. La mejor marca conseguida en una prueba de marcha oficial pertenece a la francesa Sylvie Tortey con 636,921 km desde mayo de 2022.

## Pruebas de 8 y 10 días
Además de pruebas de 6 días, se han disputado con periodicidad irregular diversas competiciones de 8 y 10 días en diferentes lugares del mundo. La principal de estas pruebas se celebra en Nueva York, si bien no acostumbra a contar con marchadores entre sus participantes.
La mejor marca mundial masculina de los 10 días la tiene el irlandés John Dowling con 1005,437 km (Hull, 26/7-5/8/1986). En categoría femenina, la plusmarca pertenece a la norteamericana Yolanda Holder con 1007,400 km (Nueva York, 19-29/4/2025).
En lo que respecta a las pruebas de 8 días, la mejor marca conseguida hasta la fecha son los 806,281 km de la norteamericana Yolanda Holder (Nueva York, 19-27/4/2016).

## Ranking mundial de los 6 días*

### Masculino

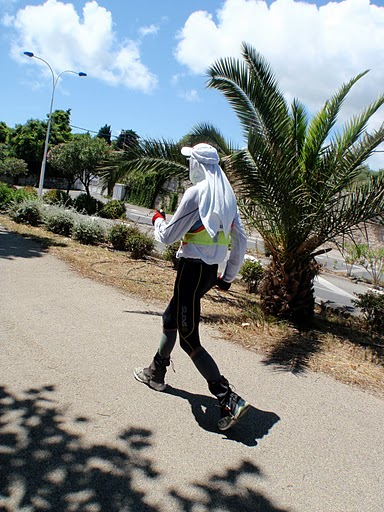
Alain Grassi, poseedor de la tercera mejor marca mundial, durante los 6 días de Antibes de 2011

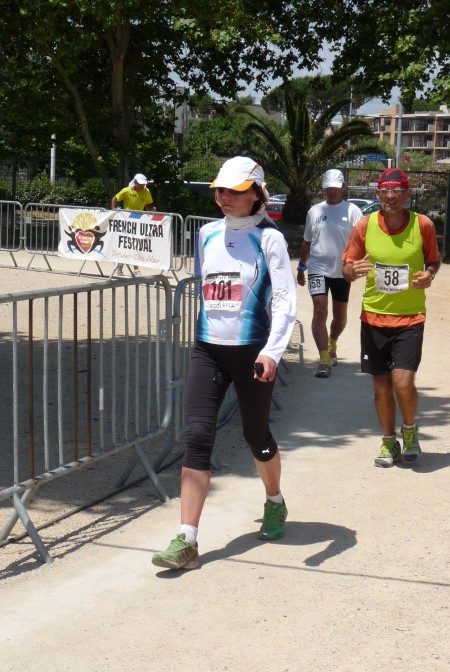
Nicoletta Mizera (ITA), segunda mejor marca mundial femenina con km

| Marca      | Atleta               | Nacionalidad   | Lugar             | Fecha                   |
| ---------- | -------------------- | -------------- | ----------------- | ----------------------- |
| 786,744 km | Ivo Majetic          | Estados Unidos | Balatonfüred      | 9 de mayo de 2018       |
| 752,271 km | Dominique Bunel      | Francia        | Privas            | 8 de agosto de 2015     |
| 744,176 km | John "Paddy" Dowling | Irlanda        | Stoke on Trent    | 26 de mayo de 1984      |
| 711,299 km | Richard McChesney    | Nueva Zelanda  | Vallon Pont d'Arc | 21 de abril de 2023     |
| 710,06 km  | Christian Mauduit    | Francia        | Privas            | 25 de octubre de 2014   |
| 703,133 km | Daniel Duboscq       | Francia        | Privas            | 8 de agosto de 2015     |
| 701,892 km | Alain Grassi         | Francia        | Antibes           | 12 de junio de 2010     |
| 687,189 km | Robert Davidson      | Estados Unidos | Boulder           | 2 de enero de 1985      |
| 665,225 km | Dominique Naumowicz  | Francia        | Antibes           | 11 de junio de 2011     |
| 658,506 km | Louis Thiriot        | Francia        | Privas            | 8 de agosto de 2015     |
| 651,784 km | Trishul Cherns       | Canadá         | Augusta, NJ       | 15 de mayo de 2022      |
| 651,18 km  | Bob Wise             | Estados Unidos | Boulder           | 4 de enero de 1985      |
| 650,192 km | Dominique Delange    | Francia        | Vallon Pont d'Arc | 21 de abril de 2023     |
| 650,123 km | Philippe Clement     | Francia        | Privas            | 26 de agosto de 2017    |
| 649,079 km | Christophe Biet      | Francia        | Privas            | 29 de octubre de 2016   |
| 646,544 km | Fabrizio Pavone      | Italia         | Vallon Pont d'Arc | 21 de abril de 2023     |
| 643,183 km | Patrick Cailleaux    | Francia        | Privas            | 29 de octubre de 2016   |
| 641,773 km | Bernardo José Mora   | España         | Antibes           | 11 de junio de 2011     |
| 625,018 km | David Billett        | Australia      | Adelaide          | 5 de octubre de 2024    |
| 622,57 km  | Gerald Manderson     | Nueva Zelanda  | Colac             | 20 de noviembre de 1999 |
| 613,168 km | Jazques Arnaut       | Francia        | Vallon Pont d'Arc | 21 de abril de 2023     |
| 601,203 km | Dominique Bert       | Francia        | Privas            | 26 de agosto de 2017    |
| 592,679 km | Guy Resonet          | Francia        | Vallon Pont d'Arc | 4 de mayo de 2025       |
| 582,539 km | Jacques Moutier      | Francia        | Privas            | 26 de agosto de 2017    |
| 581,411 km | Jean Wallaeys        | Francia        | Privas            | 25 de octubre de 2014   |
| 581,198 km | Philippe Emoniére    | Francia        | Antibes           | 11 de junio de 2011     |
| 580,55 km  | Roger Betaille       | Francia        | Privas            | 25 de octubre de 2014   |
| 577,008 km | Laurent Pineau       | Francia        | Vallon Pont d'Arc | 21 de abril de 2023     |
| 575,354 km | Stéphane Pallé       | Francia        | Le Luc            | 13 de mayo de 2013      |
| 574,535 km | Method Istvanik      | Estados Unidos | Sacramento        | 4 de enero de 1991      |

### Femenino
| Marca      | Atleta                     | Nacionalidad   | Lugar             | Fecha                    |
| ---------- | -------------------------- | -------------- | ----------------- | ------------------------ |
| 665,182 km | Yolanda Holder             | Estados Unidos | Milwaukee         | 31 de agosto de 2019     |
| 636,921 km | Sylvie Tortey              | Francia        | Vallon Pont d'Arc | 13 de mayo de 2022       |
| 627,592 km | Claudie Bizard             | Francia        | Vallon Pont d'Arc | 13 de mayo de 2022       |
| 623,182 km | Sabina Hamaty              | Australia      | Adelaide          | 5 de octubre de 2024     |
| 620,276 km | Claudine Anxionnat         | Francia        | Privas            | 25 de octubre de 2014    |
| 616,025 km | Nicoletta Mizera           | Italia         | Antibes           | 11 de junio de 2011      |
| 607,724 km | Martina Haussman           | Alemania       | Antibes           | 11 de junio de 2011      |
| 590,538 km | Maria Jose Verdaguer       | Argentina      | Vallon Pont d'Arc | 4 de mayo de 2025        |
| 556,575 km | Josiane Pannier            | Francia        | Antibes           | 11 de junio de 2011      |
| 552,279 km | Sabrina Freeyburger        | Francia        | Vallon Pont d'Arc | 4 de mayo de 2025        |
| 544,692 km | Sylviane Varin             | Francia        | Le Luc            | 13 de mayo de 2013       |
| 525 km     | Petro Kritzinger           | Sudáfrica      | Randburg          | 29 de marzo de 2003      |
| 514,169 km | Nadege Cantet              | Francia        | Vallon Pont d'Arc | 4 de mayo de 2025        |
| 498,896 km | Sarama Minoli              | Estados Unidos | Nueva York        | 29 de septiembre de 1989 |
| 486,465 km | Françoise Arnault          | Francia        | Vallon Pont d'Arc | 21 de abril de 2023      |
| 482,865 km | Sylvie Biraud              | Francia        | Vallon Pont d'Arc | 4 de mayo de 2025        |
| 477,43 km  | Severine Guerin            | Francia        | Privas            | 8 de agosto de 2015      |
| 450,543 km | Karen Laurie               | Isla de Man    | Privas            | 25 de agosto de 2018     |
| 449,271 km | Françoise Arnaut           | Francia        | Privas            | 26 de agosto de 2017     |
| 448,17 km  | Deborah De Williams        | Australia      | Colac             | 27 de noviembre de 2004  |
| 427 km     | Linda Engeelbrecht         | Sudáfrica      | Hekpoort          | 1 de abril de 2010       |
| 427 km     | Corrie Spies               | Sudáfrica      | Hekpoort          | 1 de abril de 2010       |
| 425 km     | Sharon Calitz              | Sudáfrica      | Hekpoort          | 4 de abril de 2009       |
| 424,74 km  | Simone Blanc               | Francia        | Antibes           | 11 de junio de 2011      |
| 416,01 km  | Elizabeth Thanron-Lescure  | Francia        | Privas            | 29 de octubre de 2016    |
| 414,801 km | Suzanne Beardsmore         | Reino Unido    | Privas            | 8 de agosto de 2015      |
| 408,681 km | Benedicte Salomez          | Francia        | Privas            | 22 de agosto de 2020     |
| 401,127 km | Catherine Dubois D'Enghein | Francia        | Privas            | 8 de agosto de 2015      |

(*) Marcas oficiales y no oficiales

## Progresión del récord mundial

### Masculino
| Marca      | Atleta              | Nacionalidad   | Lugar          | Fecha                |
| ---------- | ------------------- | -------------- | -------------- | -------------------- |
| 449,407 km | Bob Marshall        | Estados Unidos | Pennsauken     | 27 de junio de 1981  |
| 503,222 km | Dale Sutton         | Estados Unidos | Chula Vista    | 2 de agosto de 1982  |
| 646,272 km | John "Paddy"Dowling | Irlanda        | Nottingham     | 28 de agosto de 1982 |
| 741,212 km | John "Paddy"Dowling | Irlanda        | Nottingham     | 6 de agosto de 1983  |
| 744,176 km | John "Paddy"Dowling | Irlanda        | Stoke on Trent | 26 de mayo de 1984   |
| 752,271 km | Dominique Bunel     | Francia        | Privas         | 8 de agosto de 2015  |
| 786,744 km | Ivo Majetic         | Estados Unidos | Balatonfüred   | 9 de mayo de 2018    |

### Femenino
| Marca      | Atleta              | Nacionalidad   | Lugar           | Fecha                   |
| ---------- | ------------------- | -------------- | --------------- | ----------------------- |
| 448,17 km  | Deborah De Williams | Australia      | Colac           | 27 de noviembre de 2004 |
| 473,972 km | Josiane Pannier     | Francia        | Antibes         | 12 de junio de 2010     |
| 616,025 km | Nicoletta Mizera    | Italia         | Antibes         | 11 de junio de 2011     |
| 643,979 km | Yolanda Holder      | Estados Unidos | Anchorage       | 10 de agosto de 2014    |
| 646,336 km | Yolanda Holder      | Estados Unidos | Fort Lauderdale | 22 de noviembre de 2015 |
| 648,749 km | Yolanda Holder      | Estados Unidos | Phoenix         | 3 de enero de 2016      |
| 660,594 km | Yolanda Holder      | Estados Unidos | Glendale        | 3 de enero de 2017      |
| 665,182 km | Yolanda Holder      | Estados Unidos | Milwaukee       | 31 de agosto de 2019    |

## Récords nacionales

### Masculinos
| País            | Marca      | Atleta                 | Lugar              | Fecha                |
| --------------- | ---------- | ---------------------- | ------------------ | -------------------- |
| Estados Unidos  | 786,744 km | Ivo Majetic            | Balatonfüred       | 9 de mayo de 2018    |
| Francia         | 752,271 km | Dominique Bunel        | Privas             | 8 de agosto de 2015  |
| Irlanda         | 744,176 km | John "Paddy" Dowling   | Stoke-on-Trent     | 26 de mayo de 1984   |
| Nueva Zelanda   | 711,299 km | Richard McChesney      | Vallon Pont d'Arc  | 21 de abril de 2023  |
| España          | 641,773 km | Bernardo José Mora     | Antibes            | 11 de junio de 2011  |
| Australia       | 625,018 km | David Billett          | Adelaide           | 5 de octubre de 2024 |
| Rusia           | 547,177 km | Sergei Lukyanov        | Nueva York         | 23 de abril de 2018  |
| República Checa | 536,153 km | Jaroslav Prückner      | Antibes            | 9 de junio de 2012   |
| Suecia          | 531,976 km | Christer Svensson      | Antibes            | 11 de junio de 2011  |
| Japón           | 510,258 km | Seigi Arita            | Privas             | 26 de agosto de 2017 |
| Hungría         | 493,397 km | Zoltan Czukor          | Antibes            | 12 de junio de 2010  |
| Líbano          | 425,152 km | Gwynplaine Hakimniktou | Pantano di Pignola | 12 de julio de 2014  |
| Reino Unido     | 417,888 km | Ian Statter            | Abingdon-on-Thames | 17 de agosto de 2013 |
| Sudáfrica       | 355,284 km | Sarel Jacobs           | Pretoria           | 1 de enero de 2013   |
| Bélgica         | 258,181 km | Jacques Flament        | Antibes            | 12 de junio de 2010  |

### Femeninos
| País           | Marca      | Atleta               | Lugar             | Fecha                    |
| -------------- | ---------- | -------------------- | ----------------- | ------------------------ |
| Estados Unidos | 665,182 km | Yolanda Holder       | Milwaukee         | 31 de agosto de 2019     |
| Francia        | 636,921 km | Sylvie Tortey        | Privas            | 13 de mayo de 2022       |
| Australia      | 623,182 km | Sabina Hamaty        | Adelaide          | 5 de octubre de 2024     |
| Italia         | 616,025 km | Nicoletta Mizera     | Antibes           | 11 de junio de 2011      |
| Reino Unido    | 610,964 km | Sandra Brown         | Balatonfüred      | 14 de septiembre de 2022 |
| Alemania       | 607,724 km | Martina Haussman     | Antibes           | 11 de junio de 2011      |
| Argentina      | 590,538 km | Maria Jose Verdaguer | Vallon Pont d'Arc | 4 de mayo de 2025        |
| Sudáfrica      | 525 km     | Petro Kritzinger     | Randburg          | 29 de marzo de 2003      |
| Suiza          | 266,184 km | Simone Niclass       | Antibes           | 9 de junio de 2012       |

## Récords por categorías de edad (WMA)

### Masculinos
| Categoría | Marca      | Atleta                   | Fecha Nac. | Nacionalidad   | Lugar             | Fecha                   |
| --------- | ---------- | ------------------------ | ---------- | -------------- | ----------------- | ----------------------- |
| M35       | 710,06 km  | Christian Mauduit        | 09.06.75   | Francia        | Privas            | 25 de octubre de 2014   |
| M40       | 532,336 km | Bernabé Rodríguez Sibaja | 25.02.68   | España         | Antibes           | 13 de junio de 2009     |
| M45       | 786,744 km | Ivo Majetic              | 21.06.68   | Estados Unidos | Balatonfüred      | 9 de junio de 2018      |
| M50       | 744,176 km | John "Paddy" Dowling     | 15.06.29   | Reino Unido    | Stoke on Trent    | 26 de mayo de 1984      |
| M55       | 671,029 km | Richard McChesney        | 14.07.68   | Nueva Zelanda  | Vallon Pont d’Arc | 26 de abril de 2024     |
| M60       | 703,133 km | Daniel Duboscq           | 16.08.54   | Francia        | Privas            | 8 de agosto de 2015     |
| M65       | 658,506 km | Louis Thiriot            | 17.03.50   | Francia        | Privas            | 8 de agosto de 2015     |
| M70       | 565,36 km  | Richard Brown            | 18.11.46   | Reino Unido    | Balatonfüred      | 15 de mayo de 2019      |
| M75       | 540 km     | Peter Waddell            | 25.01.31   | Australia      | Colac             | 22 de noviembre de 1997 |
| M80       | 429,6 km   | Stan Miskin              | 31.07.25   | Australia      | Colac             | 26 de noviembre de 2005 |

### Femeninos
| Categoría | Marca      | Atleta               | Fecha Nac. | Nacionalidad   | Lugar             | Fecha                    |
| --------- | ---------- | -------------------- | ---------- | -------------- | ----------------- | ------------------------ |
| W35       | 448,17 km  | Deborah de Williams  | 10.09.69   | Australia      | Colac             | 27 de noviembre de 2004  |
| W40       | 590,538 km | Maria Jose Verdaguer | 23.05.82   | Argentina      | Vallon Pont d'Arc | 4 de mayo de 2025        |
| W45       | 616,025 km | Nicoletta Mizzera    | 20.09.64   | Francia        | Antibes           | 11 de junio de 2011      |
| W50       | 607,724 km | Martina Haussman     | 13.11.60   | Alemania       | Antibes           | 11 de junio de 2011      |
| W55       | 660,594 km | Yolanda Holder       | 08.05.58   | Estados Unidos | Glendale          | 3 de enero de 2017       |
| W60       | 665,175 km | Yolanda Holder       | 08.05.58   | Estados Unidos | Milwaukee         | 31 de agosto de 2019     |
| W65       | 646,095 km | Yolanda Holder       | 08.05.58   | Estados Unidos | Peoria            | 3 de enero de 2025       |
| W70       | 610,964 km | Sandra Brown         | 01.04.49   | Reino Unido    | Balatonfüred      | 14 de septiembre de 2022 |
| W75       | 564,999 km | Sandra Brown         | 01.04.49   | Reino Unido    | Balatonfüred      | 11 de septiembre de 2024 |
| W80       | 177,793 km | Simone Niclass       | 25.04.34   | Suiza          | Privas            | 8 de agosto de 2015      |